# Georgische Unihockeynationalmannschaft
Die georgische Unihockeynationalmannschaft präsentiert Georgien bei Länderspielen und internationalen Turnieren in der Sportart Unihockey (auch bekannt als Floorball).
Georgien nahm 2008 erstmals an einer Weltmeisterschaft im Unihockey teil und belegte dabei den 29. Platz. 2010 wurde Georgien 30.

## Weltmeisterschaften
| WM   | Austragungsort(e) | Platz              |
| ---- | ----------------- | ------------------ |
| 2008 | Ostrava, Prag     | 29. Platz          |
| 2010 | Helsinki, Vantaa  | 30. Platz          |
| 2012 | Zürich, Bern      | nicht teilgenommen |
| 2014 | Göteborg          | nicht teilgenommen |
| 2016 | Riga              | nicht teilgenommen |
| 2018 | Prag              | nicht teilgenommen |